# 홍적층

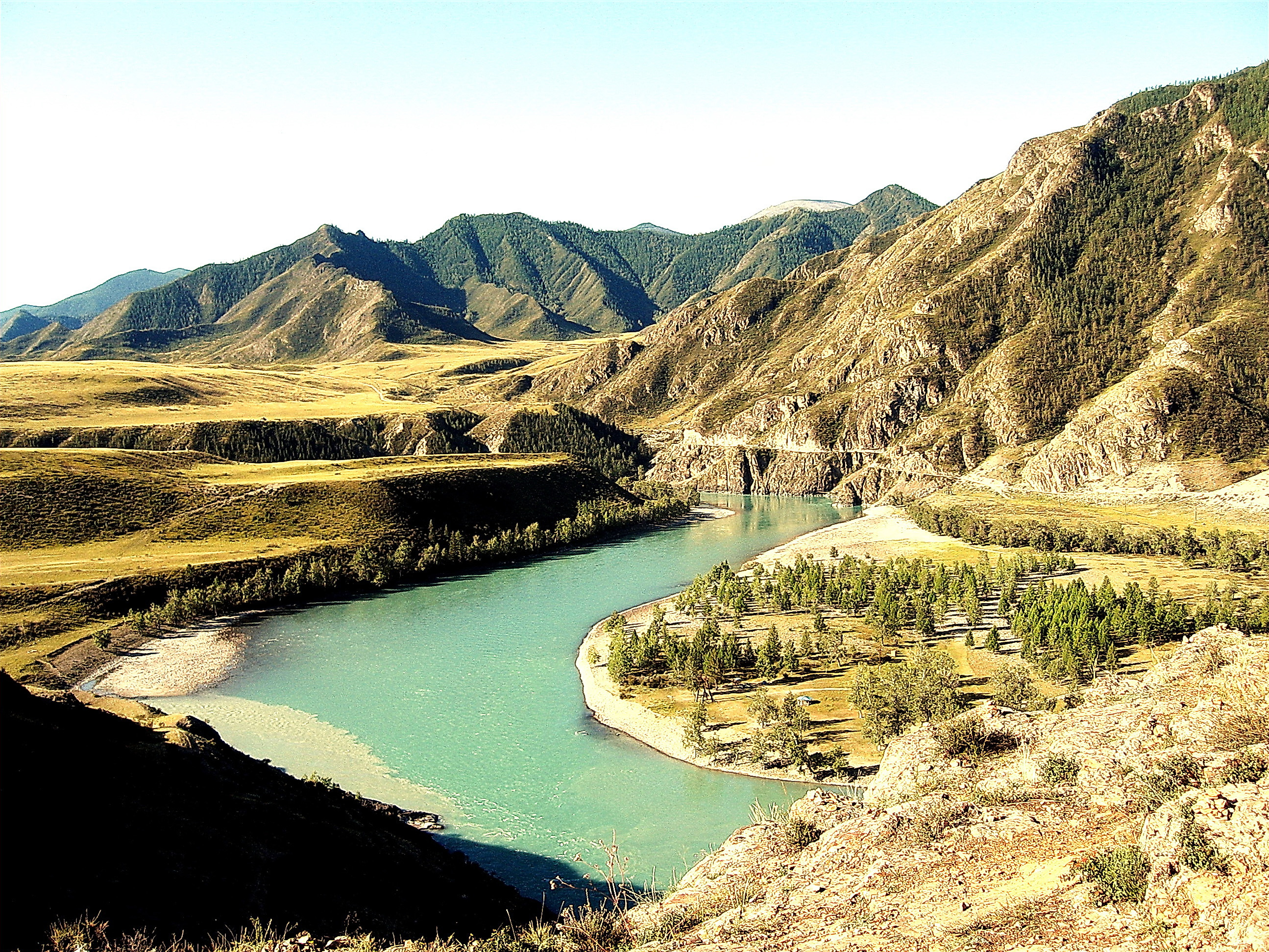
러시아 알타이 공화국 카툰강변의 홍적층 모습

홍적층(洪積層, Diluvium)이란 1800년대 들어 강과 바다의 자연스러운 침식 작용만으로는 설명할 수 없는 광범위한 영역의 퇴적물 표층이 쌓인 지역을 가리키는 용어이다. 홍적층은 처음에는 엄청난 규모의 홍수, 특히 창세기 홍수신화(노아의 홍수)와 같은 초대형 홍수로 생겨난 것이라는 주장이 나왔다. 현대는 제4기 들어서 갑작스런 거대한 지질학적 사건으로 퇴적된 통양을 가리키는 말로 쓰인다.

## 용어
1822년에서 1823년 사이 윌리엄 버클랜드는 자신의 논문 《Reliquiae Diluvianae》과 서식스주 지역의 지질과 고생물학에 관련된 G. A. 멘텔의 논문에서 처음으로 'Diluvium'라는 용어를 발표했다. 버클랜드는 한 지역의 기반암 위에 쌓인 표층의 퇴적물을 홍적층(diluvium)과 충적층(alluvium) 둘로 구분했다. 홍적층은 더 이상 관측할 수 없는 특정 지질학적 과정으로 쌓인 표석점토와 같은 여러 퇴적물 층으로 정의했다. 여기서 버클랜드는 "노아의 홍수"를 더 이상 관측할 수 없는 특정한 지질학적 과정의 한 예로 들었다. 이후 홍적층이라는 용어는 유럽에서 널리 쓰이며 노아의 홍수 가설이 조용히 폐기된 뒤에도 빙하 관련 퇴적물의 설명으로 20세기까지 그대로 유지되었다.
버클랜드는 반대로 충적층은 기존의 하천이나 해안 환경과 같이 현재도 관측할 수 있는 활발한 퇴적 과정으로 쌓인 표층 퇴적물로 정의했다. 독일에서는 홍적층을 'Eiszeit' 혹은 'Glazialzeit'라고 부르고 충적층을 'Postglazialzeit'라고 불렀다. 둘 다 제4기 시기 퇴적층을 가리키는 말로 쓰였다.
20세기 말 러시아의 지질학자 알렉세이 루도이는 알타이산맥에서 발생했던 알타이 홍수처럼 플라이스토세(홍적세) 시기 거대 빙하호 붕괴 홍수와 같은 폭발적인 홍수로 발생한 퇴적물만을 지칭하는 용어로 홍적층을 사용하자고 제안했다. 알타이산맥에서 이 시기 만들어진 호수 중 가장 큰 호수는 추야호와 쿠레이호로 수량이 수백 km3에 달했으며 최대 수문 유량으로 배출되는 양은 북아메리카에서 잘 알려진 미소울라 빙하호 홍적세 시기 최대 유량을 뛰어넘는 거대한 유량이다.

## 기타 용법
홍적층의 영어 단어인 'Diluvium'와 약간 다른 철자로 "Deluvium"은 홍적층에 쌓여 있는 퇴적물 하나하나를 가리키는 용어로 쓰였다. 1888년 파블로프는 경사침식되거나 경사면과 평원에 퇴적된 풍화 및 변형된 암석의 산물을 가리키는 말로 'e'가 들어간 'deluvium'이라는 용어를 만들어 썼다. 현재 Deluvium은 리투아니아나 폴란드 등 동유럽 및 중앙유럽에서 경사침식으로 발생한 퇴적물을 가리키는 데 사용된다.

## 같이 보기
- 충적층
- 붕적토
- 잔적층
- 집적층 (Illuvium)